# TNA 임팩트!: 크로스 더 라인
TNA 임팩트!: 크로스 더 라인(TNA Impact!: Cross the Line)은 사우스피크 게임사가 2010년 발매한 TNA의 휴대용 작품이다.

## 업데이트된 경기방식
기존의 임팩트 레슬링 임팩트 첫 번째 시리즈보다 더 많은 경기방식과 경기무매가 업데이트되었다. 6각 스틸 케이지 경기 , 4자간 제거 경기 , 싱글 경기, 태그팀 경기, 얼티밋 X 경기가 업데이트되었으며, 경기 무대에 멕시코 , 아모리 , 영국 런던 경기장이 업데이트되었다.